# Бирцев, Иван Фёдорович
Ива́н Фёдорович Бирцев (1913—1940) — лекарский помощник военно-медицинской службы РККА, участник советско-финской войны, Герой Советского Союза (1940), один из первых военных медиков, удостоенных этого звания.

## Биография
Иван Фёдорович Бирцев родился 13 мая 1913 года в деревне Палкино (ныне — Антроповский район Костромской области) в семье крестьянина. Русский.
Получил начальное образование, проживал в Ленинграде. Был сначала учеником, впоследствии рабочим оптико-механического института.
В 1932 году был призван на службу в Рабоче-крестьянскую Красную Армию. Окончил фармацевтическую школу в городе Пушкин Ленинградской области. В 1936 году окончил Ленинградскую Военно-медицинскую школу. Участвовал в советско-финской войне, был исполняющим обязанности военврача батальона 257-го стрелкового полка 7-й стрелковой дивизии 7-й армии Северо-Западного фронта. Отличился в бою у озера Сумманъярви (ныне — озеро Красавица в Ленинградской области).
13 февраля 1940 года Бирцев, несмотря на финский огонь, выносил раненых с поля боя и оказывал им первую помощь. 18 февраля, несмотря на полученное ранение, продолжил выполнять свои должностные обязанности. 21-22 февраля Бирцев вновь получил два ранения, но продолжил работу в медицинском пункте, руководя действиями санинструкторов. Умер в госпитале 22 февраля 1940 года, похоронен в братской могиле на южной окраине Выборга.
Указом Президиума Верховного Совета СССР от 11 апреля 1940 года за «героический подвиг, проявленный при выполнении боевых заданий командования на фронте борьбы с финской белогвардейщиной» лекарский помощник Иван Бирцев посмертно был удостоен высокого звания Героя Советского Союза. Грамота о присвоении звания была торжественно вручена его вдове.

## Память
- Имя Бирцева есть на мемориальной доске в Военно-медицинском музее Министерства обороны России[1].